# Stazione meteorologica di Matera
La stazione meteorologica di Matera è la stazione meteorologica di riferimento relativa alla città di Matera.

## Coordinate geografiche
La stazione meteorologica, di tipo automatico DCP, è situata nell'Italia meridionale, in Basilicata, nel comune di Matera, a 401 metri s.l.m. e alle coordinate geografiche 40°41′N 16°37′E.

## Dati climatologici
Secondo i dati medi del trentennio 1961-1990, la temperatura media del mese più freddo, gennaio, si attesta a +6,0 °C, mentre quella del mese più caldo, agosto, è di +25,1 °C .
| Matera             | Mesi | Mesi | Mesi | Mesi | Mesi | Mesi | Mesi | Mesi | Mesi | Mesi | Mesi | Mesi | Stagioni | Stagioni | Stagioni | Stagioni | Anno |
| Matera             | Gen  | Feb  | Mar  | Apr  | Mag  | Giu  | Lug  | Ago  | Set  | Ott  | Nov  | Dic  | Inv      | Pri      | Est      | Aut      | Anno |
| ------------------ | ---- | ---- | ---- | ---- | ---- | ---- | ---- | ---- | ---- | ---- | ---- | ---- | -------- | -------- | -------- | -------- | ---- |
| T. max. media (°C) | 9,1  | 10,2 | 12,8 | 17,1 | 21,9 | 27,2 | 30,5 | 31,3 | 26,7 | 20,3 | 15,1 | 11,6 | 10,3     | 17,3     | 29,7     | 20,7     | 19,5 |
| T. min. media (°C) | 2,9  | 2,9  | 5,1  | 8,0  | 11,7 | 15,8 | 18,4 | 19,0 | 16,0 | 11,7 | 8,3  | 5,2  | 3,7      | 8,3      | 17,7     | 12,0     | 10,4 |